# Општина Костешти (Јаши)
Костешти (рум. Costeşti) општина је у Румунији у округу Јаши.
Oпштина се налази на надморској висини од 232 m.

## Становништво

### Хронологија
| Година       | 2004 | 2005 | 2006 | 2007 | 2008 | 2009 | 2010 | 2011 | 2012 | 2013 | 2014 | 2015 | 2016 | 2017 |
| ------------ | ---- | ---- | ---- | ---- | ---- | ---- | ---- | ---- | ---- | ---- | ---- | ---- | ---- | ---- |
| Становништво | 1850 | 1878 | 1897 | 1880 | 1882 | 1883 | 1877 | 1882 | 1884 | 1870 | 1849 | 1849 | 1822 | 1798 |